# Darrieus-windturbine

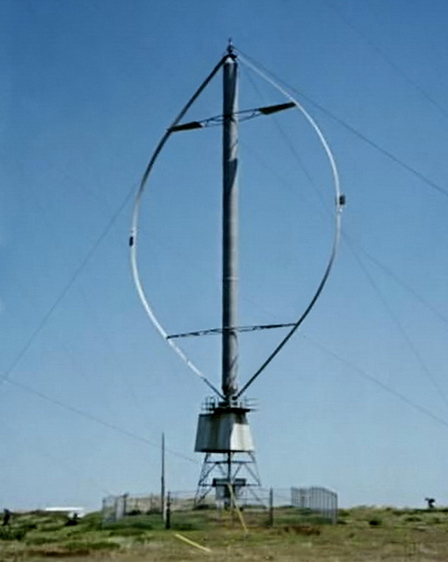
Een Darrieuswindturbine op de Madaleine-eilanden (Quebec)

De Darrieus-windturbine is een windturbine met verticale as die gebruikt kan worden voor de productie van elektriciteit uit windenergie.
De windturbine bestaat uit een aantal (meestal 2 of 3) verticaal, gebogen wieken met de karakteristieken van vliegtuigvleugels, gemonteerd aan een verticale as. Het ontwerp is beschreven in het 1931 patent 1.835.018 van Georges Jean Marie Darrieus, een Franse luchtvaarttechnicus.
Veel gangbare windturbines draaien met een horizontale as met een propeller waarbij de aangedreven generator (of dynamo) ook horizontaal geplaatst wordt. Bij de Darrieusturbine, die met een verticale as wordt uitgevoerd, staat de generator in verticale positie. De verticale opstelling heeft een aantal voordelen: de dynamo kan op de grond geplaatst worden waardoor onderhoud eenvoudiger wordt en het dragende gedeelte kan veel lichter worden uitgevoerd (dan bij een horizontale as) omdat een groot deel van de krachten naar de basis worden geleid. Ook is geen richtinstallatie nodig om de molen in de goede stand op de wind te houden.
Dit type uplift turbine wordt aangeduid als VAWT of Vertical Axis Wind Turbine.
Het ontwerp was de basis van de Gorlov Helical Turbine en de Turby en Quietrevolution-windturbine.

## Floriade 1982
Op de Floriade in 1982 werd een 22 meter grote windturbine van dit type gebouwd.